# L'Horrible
L'Horrible est une nouvelle de Guy de Maupassant, parue en 1884.

## Historique
L'Horrible est initialement publiée dans le quotidien Le Gaulois du 18 mai 1884.

## Résumé
Durant une soirée, le général de G... raconte deux anecdotes horribles : l'une se déroulant pendant la guerre de 1870, l'autre concerne la fin de la mission Flatters en 1881.

## Éditions
- 1884 -  L'Horrible, dans Le Gaulois
- 1900 -  L'Horrible, dans Le Colporteur, recueil de nouvelles (posthume) chez l'éditeur Ollendorff.
- 1979 -  L'Horrible, dans Maupassant, Contes et Nouvelles, tome II, texte établi et annoté par Louis Forestier, , éditions GallimardBibliothèque de la Pléiade.